# Hessischer Städtetag
Der Hessische Städtetag ist einer von drei kommunalen Spitzenverbänden in Hessen. Die anderen beiden sind der Hessische Städte- und Gemeindebund und der Hessische Landkreistag. Ihm gehören 74 Städte und Gemeinden an, darunter sämtliche kreisfreie Städte und Städte mit Sonderstatus.
Der eingetragene Verein ging 1971 aus dem Zusammenschluss des Hessischen Städtebunds (gegründet 1946) sowie des Hessischen Städtetags hervor. Letzterer zählte zu diesem Zeitpunkt nur kreisfreie Städte zu seinen Mitgliedern. Zu diesem Anlass wurde auch eine hauptamtlich besetzte Geschäftsstelle in Wiesbaden eingerichtet. Seit 2006 hat der Verband gemeinsam mit dem Hessischen Landkreistag dort seinen Sitz in der Villa Rettberg.

## Mitwirkung auf Landesebene
Gemäß § 147 HGO sind die drei kommunalen Spitzenverbände bei der Vorbereitung von Rechtsvorschriften des Landes, durch die die Belange der Gemeinden und Gemeindeverbände berührt werden, zu beteiligen. Details regelt das Gesetz über die Sicherung der kommunalen Selbstverwaltung.